# Sköldsvansormar
Sköldsvansormar (Uropeltidae) är en familj av ormar som förekommer i Sydostasien.
Dessa ormars svans har oftast ingen spets i änden. Änden har ibland större diameter än andra kroppsdelar. Ofta har den ett taggigt utskott, som troligen används som försvarsredskap mot fiender eller som "huvudattrapp". Arterna är små och blir bara 20 till 75 centimeter långa.
Utbredningsområdet sträcker sig över södra Indien och Sri Lanka.
Födan består huvudsakligen av ryggradslösa djur som daggmaskar men det finns bara ett fåtal studier.
Alla arter i Uropeltinae lägger ägg som kläcks i moderns kropp, så kallad ovovivipari.

## Taxonomi
Familjen delas ibland i två underfamiljer, Uropeltinae med cirka 47 arter och 8 till 10 släkten samt Cylindrophiinae med cirka 10 arter. Andra zoologer räknar Cylindrophiidae som självständig familj.
Släkten enligt The Reptile Databas (utan Cylindrophiinae):
- Anomochilus, 2 arter - listas ofta som familj korallcylinderormar (Anomochilidae)
- Brachyophidium, 1 art
- Melanophidium, 3 arter
- Platyplectrurus, 2 arter
- Plectrurus, 4 arter
- Pseudotyphlops, 1 art
- Rhinophis, 16 arter
- Teretrurus, 1 art
- Uropeltis, 26 arter
- Xenophidion, 2 arter - listas ofta som familj Xenophidiidae